# 希内斯·莫拉塔
希内斯·莫拉塔·佩雷斯（西班牙語：Ginés Morata Pérez，1945年4月19日—），西班牙生物学家，现任马德里自治大学研究教授。他是专注研究果蝇发育生物学超过40年的专家。

## 经历
莫拉塔于1945年出生于阿尔梅里亚省的里奥哈市。本科就读于塞维利亚劳动大学（现巴勃罗·德奥拉维德大学），毕业后进入了马德里康普顿斯大学深造。1973年，他在安东尼奥·加西亚-贝利多教授的指导下完成了毕业论文《决定果蝇性状的遗传细胞》，并获得了博士学位。
在取得博士学位之后，他在英国剑桥大学英國醫學研究委員會的分子生物学实验室（LMB）工作了数年。他的同事包括彼得·劳伦斯。1975年，他加入了西班牙国家研究委员会。1990年-1992年，他出任马德里自治大学分子生物学中心主任。
莫拉塔参与了许多生物学领域的突破性研究，包括细胞竞争现象、体节形成时前后区室的分化现象、细胞凋亡时的丝裂原信号的发现，以及对同源异形基因的深入研究。截至2017年，他的研究重点是细胞竞争以及细胞凋亡和癌变的关系。这些研究有助于深入理解细胞再生机制，并为癌症防治研究指明新方向。

## 奖项和荣誉

### 荣誉称号
- 2007年：阿尔卡拉大学荣誉博士[14]
- 2008年：阿尔梅里亚大学荣誉博士[15]
- 2017年：英国皇家学会外籍院士[3]
- 2018年：美国国家科学院外籍院士[16]

### 奖项
- 1996年：海梅一世国王研究奖
- 2004年：墨西哥科学技术奖
- 2007年：阿斯图里亚斯亲王奖[17]